# Dmitri Jazov

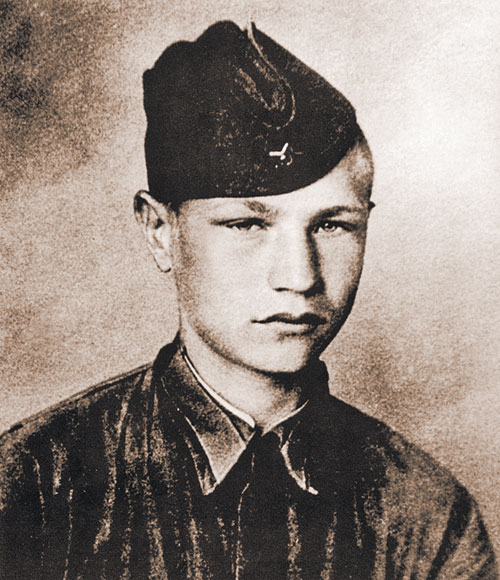
Jazov in 1941

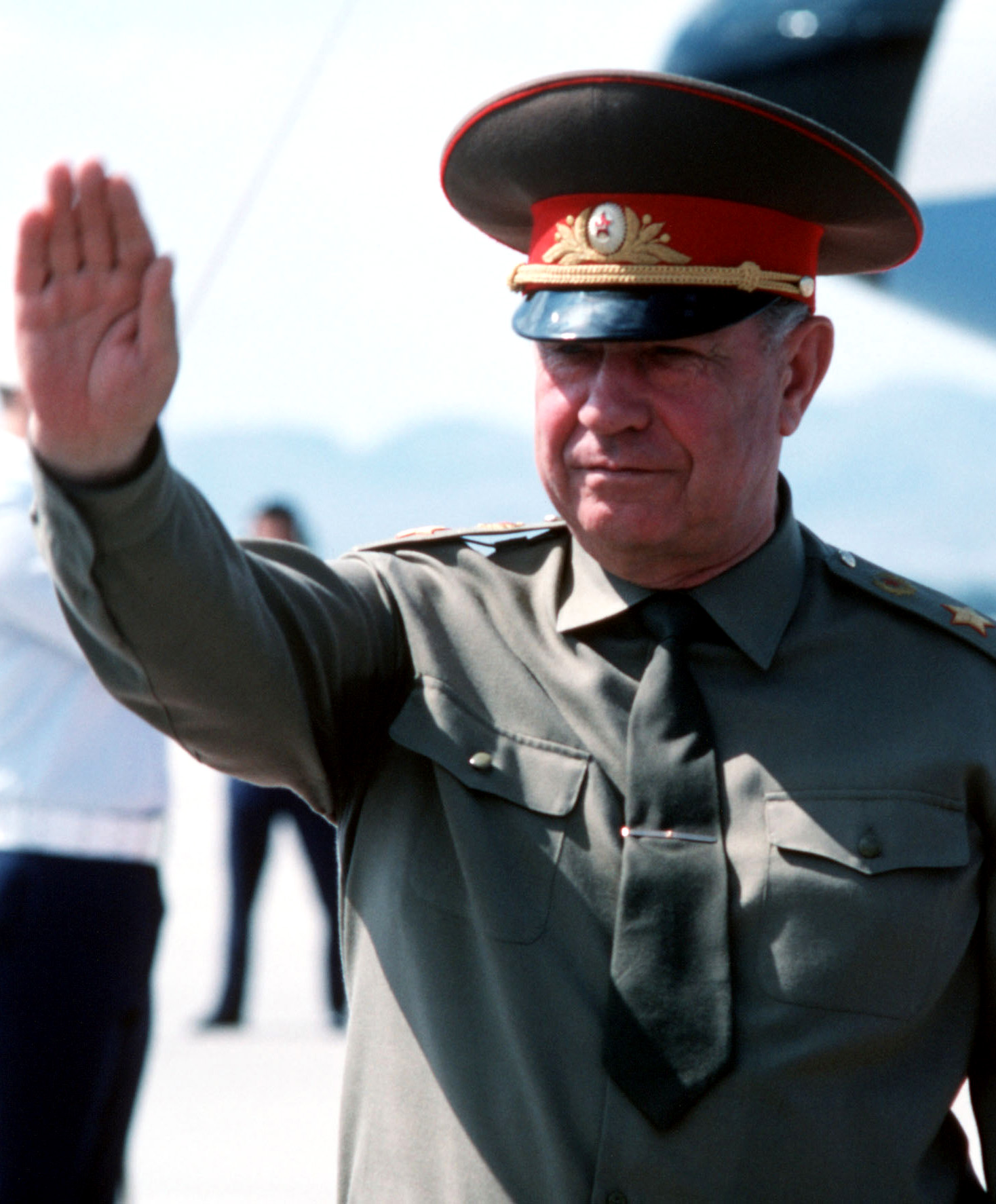
Jazov op 10 oktober 1989 in de Verenigde Staten

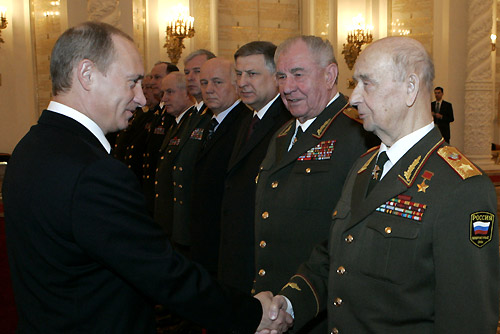
Vladimir Poetin schudt handen met Jazov en Sergej Sokolov op 9 maart 2007.

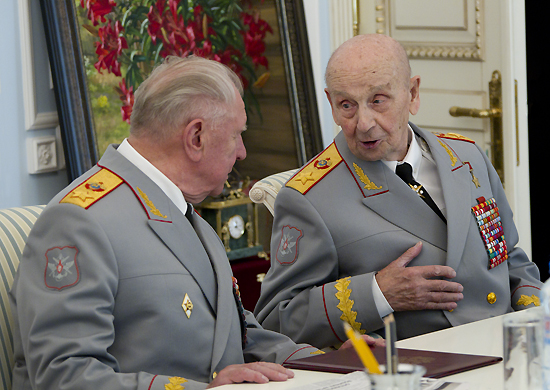
Jazov met Sergej Sokolov op 1 juli 2011

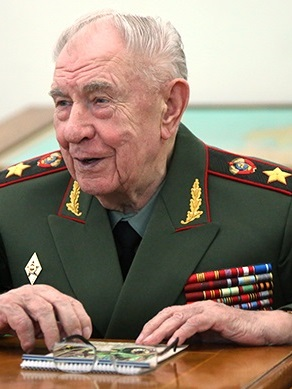
Jazov op 1 november 2013

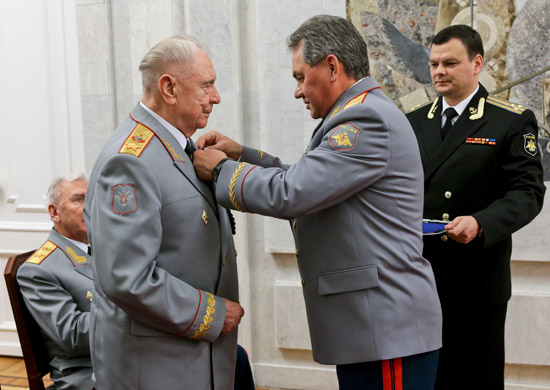
Jazov ontvangt op 17 februari 2014 een herinneringsmedaille voor 25 jaar einde van de Afghaanse Oorlog (1979-1989).

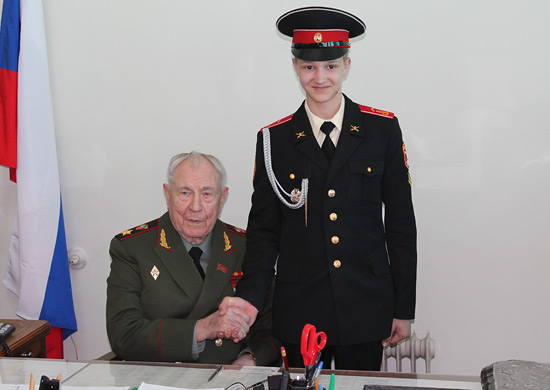
Jazov en de beste cadet van Kazan op 16 mei 2014

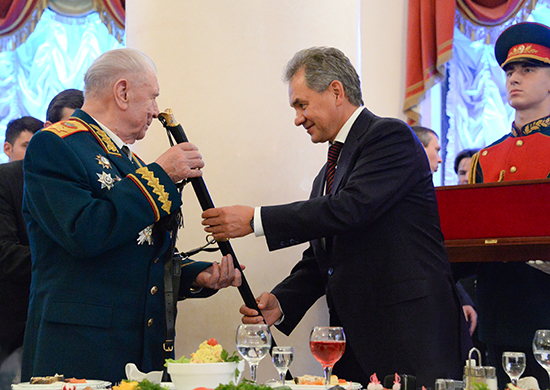
Jazov en Sergej Sjojgoe op 8 november 2014

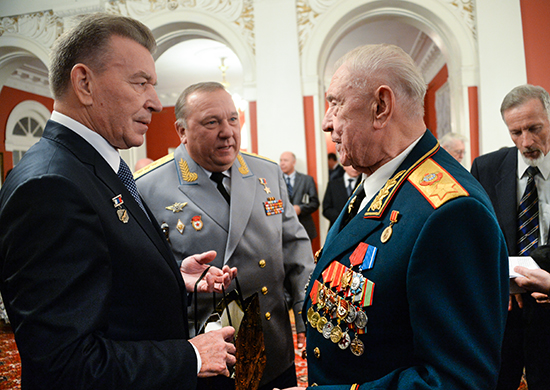
Jazov en Vladimir Sjamanov op 8 november 2014

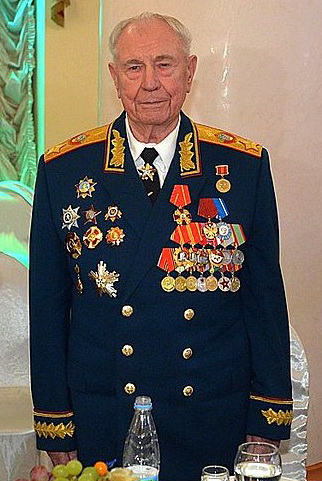
Jazov op 8 november 2014

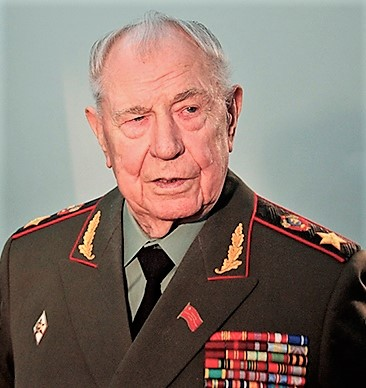
Jazov op 3 februari 2015

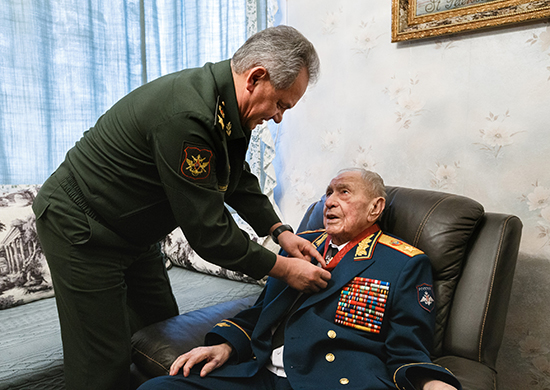
Sergej Sjojgoe decoreert Jazov met de Orde van Verdienste voor het Vaderland 3e klasse op 4 februari 2020

Dmitri Timofejevitsj Jazov (Russisch: Язов, Дмитрий Тимофеевич) (Ljebjazjje, gouvernement Omsk, 8 november 1924 – Moskou, 25 februari 2020) was de laatste Maarschalk van de Sovjet-Unie en Minister van Defensie van de Sovjet-Unie. Hij raakte tweemaal gewond in de Tweede Wereldoorlog, lag tijdens de Cubacrisis in Cuba, sloeg met Zwarte Januari een opstand in de Azerbeidzjaanse sovjetrepubliek neer, zat 498 dagen in de cel voor de Augustusstaatsgreep in Moskou en werd in Litouwen bij verstek tot tien jaar gevangenis veroordeeld voor militair geweld tegen burgers te Vilnius op 13 januari 1991.

## Ouders
Vader Timofej Jakovlevitsj Jazov (1902-1933) en moeder Maria Fedosejevna Jazova (°1904) waren boeren en hadden vier kinderen. Zijn vader stierf vroeg en Dmitri moest toen hout sprokkelen om het gezin te verwarmen.

## Tweede Wereldoorlog
In november 1941 ging hij vrijwillig bij het Rode Leger van Arbeiders en Boeren, waarbij hij loog dat hij in 1923 was geboren. Hij was ingeschreven om te studeren aan de Rode Banier-infanterieschool te Moskou, die van 2 november 1941 tot 28 januari 1942 naar Novosibirsk was geëvacueerd, en studeerde af in juni 1942. Hij vocht vanaf augustus 1942 in het Volchovfront en het Leningradfront als commandant van een peloton en dan een compagnie fuseliers. van het 483e regiment fuseliers van de 177e divisie fuseliers. Hij vocht in het Beleg van Leningrad, de Baltische Staten en de Slag om Koerland. Twee keer raakte hij gewond in de strijd. Na de eerste wond aan zijn been in augustus 1942 door een handgranaat keerde hij twee maanden later terug naar zijn dienst. De tweede wond, in het hoofd en gezicht, liep hij op bij de doorbraak van het Beleg van Leningrad in januari 1943. Na herstel werd hij commandant van een peloton van opleiding voor de frontlinie. Tijdens de oorlog studeerde hij ook af aan vervolgopleidingen in de frontlinie voor commandanten van het Volchovfront. In 1944 trad hij toe tot de Communistische Partij van de Sovjet-Unie.

## Koude Oorlog
Ik zit al in het leger Vanaf mijn 17e, maar ik heb nooit leren vloeken. Ik denk dat vloeken goed is op een kolchoz als de runderen niet gehoorzamen. Maar met mensen is het onmogelijk

Onmiddellijk na de overwinning werd hij naar de vervolgopleidingen voor infanterieofficieren van het Rode Leger gestuurd, waar hij in 1946 afstudeerde en werd benoemd tot commandant van een compagnie fuseliers. In 1953 haalde hij in avondschool zijn diploma middelbaar onderwijs. In 1956 studeerde hij met een gouden medaille af aan de Froenzeacademie. Daarna werd hij commandant van een gemotoriseerd bataljon fuseliers. Vanaf oktober 1958 was hij officier in het directoraat gevechtstraining van het militair district Leningrad. Vanaf oktober 1961 was hij commandant van het 400e regiment gemotoriseerde fuseliers van de 63e Garde Divisie fuseliers op voorspraak van maarschalk van de Sovjet-Unie Vasili Tsjoejkov. 

### Cubacrisis
Tijdens de Cubacrisis werd het 400e gemotoriseerde regiment fuseliers van Jazov in het geheim met burgerlijke vrachtschepen overgevaren naar Cuba binnen Operatie Anadyr. Ze kenden zelf hun bestemming of hun opdracht niet. Pas in de Sargassozee mochten ze een verzegelde omslag met hun opdracht openen. Het regiment lag daar van september 1962 tot oktober 1963 paraat op Luchthaven Frank País in Oriente om een invasie van Amerikaanse troepen op het eiland af te weren. Hij werkte daar samen met minister van defensie Raúl Castro. In geval van oorlog moest hij de Amerikaanse marinebasis Guantanamo Bay vernietigen met KS-1 Komet kruisvluchtwapens met kernkoppen. Op 24 oktober 1963 keerde hij terug.

### Russische Verre Oosten
Van september 1963 tot 1965 was hij eerst plaatsvervangend hoofd en dan hoofd van de afdeling planning en gecombineerde wapentraining van het hoofdkwartier van het militair district Leningrad. In 1967 studeerde hij af aan de Militaire Academie van de Generale Staf. Vanaf oktober 1967 was hij commandant van de 122e Garde Gemotoriseerde divisie fuseliers van het militair district Transbaikal. Vanaf maart 1971 was hij commandant van het 32e Legerkorps op de Krim. Vanaf januari 1973 was hij commandant van het 4e Leger, gestationeerd in de Azerbeidzjaanse Socialistische Sovjetrepubliek met hoofdkwartier te Bakoe. Vanaf mei 1974 werd hij personeelsdirecteur van het ministerie van Defensie van de Sovjet-Unie. Vanaf oktober 1976 was hij plaatsvervangend commandant van het militair district Verre Oosten. Vanaf januari 1979 was hij commandant van de Centrale Groep van Strijdkrachten op het grondgebied van Tsjecho-Slowakije. Vanaf 30 december 1980 was hij commandant van het militair district Centraal-Azië. Vanaf juni 1984 was hij de commandant van het militair district Verre Oosten. Hij raakte er bevriend met Kim Il-sung en Kim Jong-Il. Hij leerde daar ook de nieuw verkozen Secretaris-generaal van de Communistische Partij van de Sovjet-Unie Michail Gorbatsjov kennen. Vanaf januari 1987 was hij hoofd personeel en viceminister van Defensie van de Sovjet-Unie voor Personeel.

### Minister van Defensie
Hij werd op 30 mei 1987 minister van Defensie van de Sovjet-Unie op de Internationale luchthaven Vnoekovo toen Sergej Sokolov ontslagen was na de vlucht van Mathias Rust. De Afghaanse Oorlog (1979-1989) was aan de gang en het publiek was ontevreden over de dienstplicht, vooral in het voorjaar van 1987 toen studenten geen uitstel meer kregen. 
Op 8 december 1987 ondertekende Gorbatsjov het Intermediate-Range Nuclear Forces-verdrag. Jazov was, zoals de meeste militaire leiders van het land, het er niet mee eens dat de reductie in zo'n tempo en op zo een grote schaal moest worden uitgevoerd. Hij moest echter voldoen aan het besluit om de strijdkrachten te verminderen en de terugtrekking van de Groep van Sovjetstrijdkrachten in Duitsland voor te bereiden.
Als minister van Defensie van de Sovjet-Unie voerde hij, in overeenstemming met de akkoorden van Genève die in april 1988 werden gesloten over een politieke regeling van de situatie rond Afghanistan, de terugtrekking uit van een beperkt contingent Sovjettroepen uit Afghanistan (1988-1989).
Op 27 maart 1990 vaardigde Jazov geen bevel uit om burgers op te roepen voor actieve militaire dienst. Op 29 maart vaardigde de Raad van Ministers van de USSR resolutie nr. 305 uit, ondertekend door de voorzitter van de Raad van Ministers van de USSR Nikolaj Ryzjkov en de manager van zaken van de Raad van Ministers van de USSR Michail Sjkabardni.
In maart 1991 werd hij, in verband met de reorganisatie van de Sovjetregering namelijk de oprichting van het kabinet van ministers onder de President van de Sovjet-Unie, bij decreet van de President van de Sovjet-Unie herbenoemd in de functie van minister van Defensie van de Sovjet-Unie.
Hij was kandidaat-lid van het Centraal Comité van de Communistische Partij van de Sovjet-Unie vanaf 1981. Hij was hij lid van het Centraal Comité van de CPSU van juni 1987 tot augustus 1991. Hij was kandidaat-lid van het Politbureau van de Communistische Partij van de Sovjet-Unie van juni 1987 tot juli 1990. Hij was lid van de Presidentiële Raad van de USSR in maart - december 1990. Hij was lid van de Veiligheidsraad van de USSR in maart - december 1991. Hij was plaatsvervanger van de Opperste Sovjet van de Unie van Socialistische Sovjetrepublieken van de 10-11e vergaderingen 1979 – 1989.

## Interventie in Azerbeidzjan
Op 19 en 20 januari 1990 sloeg hij met 26.000 soldaten de nationalistische opstand in Bakoe neer in de Zwarte Januari, waarbij tussen 133 en 300 burgers stierven.

## Interventie in Litouwen
Op 13 januari 1991 sloeg de 76e Garde Luchtlandingsdivisie van de Sovjet-Unie nationalistische protesten in Vilnius neer, waarbij 14 burgers stierven.

## Augustusstaatsgreep in Moskou
De conservatieve Jazov was niet populair in perestrojka-kringen; in 1991 sloot hij zich vanaf de eerste dag aan bij het opkomende Staatscomité van de Noodtoestand. Op 19 augustus reden op zijn bevel tanks en zwaar militair materieel Moskou binnen. Op 21 augustus beval Jazov de terugtrekking van troepen uit de hoofdstad.
Op de ochtend van 22 augustus, vóór het eerste verhoor, wendde hij zich tot Gorbatsjov met een op video opgenomen bericht, waarin hij een brief voorlas en zichzelf een "oude dwaas" noemde, spijt had van deelname aan dit "avontuur" en om vergeving vroeg van de president van de USSR. 20 Jaar later zei Jazov dat hij zich niet meer herinnerde wat hij zei, omdat hij een dag niet geslapen had. Hij noemde Molchanov de initiatiefnemer van deze brief en video. Op de dag van het verhoor interviewde Vladimir Moltsjanov Jazov. In zijn memoires verduidelijkte Jazov dat hij was overgehaald om zich tot Gorbatsjov te wenden met een berouwvolle toespraak om zichzelf te beschermen tegen het artikel dat aan hem was 'genaaid', en onder invloed van vermoeidheid bezweek hij voor de overreding van televisieverslaggevers.

Voor de hele tijd nadat de GKTsjP was gevormd, heb ik twee documenten uitgegeven. Het eerste om de troepen in staat van paraatheid te zetten. En de tweede gaat over het terugtrekken van troepen uit Moskou op 21 augustus.

Hij vloog naar Foros om Gorbatsjov te spreken, maar die ontving hem niet en hij werd onmiddellijk na zijn terugkeer gearresteerd op de Internationale luchthaven Vnoekovo in de nacht van 22 augustus 1991. De minister van Binnenlandse Zaken van de RSFSR Viktor Barannikov en de procureur-generaal van de RSFSR Valentin Stepankov arresteerden Jazov persoonlijk. Hij werd formeel beschuldigd van landverraad op grond van artikel 64 van het Wetboek van Strafrecht van de RSFSR.
Op de dag van de arrestatie werd een presidentieel decreet uitgevaardigd om Jazov te ontheffen van de taken van de minister van Defensie, dat, in overeenstemming met de artikelen 113 en 127.3 van de grondwet van de USSR, werd voorgelegd aan de Opperste Sovjet van de Unie van Socialistische Sovjetrepublieken, waarvan de vergadering op 26 augustus werd geopend, maar het decreet werd nooit goedgekeurd. 
Ook op deze dag ondervroeg Likanov Jazov voor het eerst in het Senezj gastenverblijf van het kantoor van de Raad van Ministers van de RSFSR (aan het Senezj-meer). Jazov verklaarde dat er geen samenzwering was, maar er was besloten om naar Gorbatsjov te reizen, opdat hij ermee zou instemmen zijn bevoegdheden tijdelijk aan zijn vicepresident Janajev toe te vertrouwen en niemand besprak de fysieke eliminatie van Gorbatsjov. Tegelijkertijd verklaarde hij dat hij zich schuldig voelde tegenover Gorbatsjov en zijn vrouw, evenals tegenover de mensen en de CPSU. En hij noemde de acties van het Staatscomité van de Noodtoestand "domheid", die niet herhaald mag worden. Dit verhoor gebeurde zonder advocaat. Daarom verklaarde het Hooggerechtshof van Rusland in 1994 de getuigenis van Jazov tijdens dit verhoor nietig en sloot ze uit van het dossier. Na dit verhoor werd Jazov samen met Aleksandr Tizjakov, overgebracht naar het centrum voor voorlopige hechtenis in de stad Kasjin. Op 25 augustus werd Jazov overgebracht naar Matrosskaja Tisjina. Een jaar later werd het onderzoek afgerond.
Op 29 augustus 1991 benoemde de Opperste Sovjet van de Unie van Socialistische Sovjetrepublieken, op voorstel van president Gorbatsjov, Jevgeni Sjaposjnikov als minister van Defensie van de Sovjet-Unie, waarmee Jazov in feite werd ontheven van de taken van minister.
Op 26 januari 1993 kwam Jazov vrij samen met andere leden van het Staatscomité van de Noodtoestand Janajev, Pavlov, Krjoetsjkov, Tizjakov en Baklanov.

498 dagen en nachten in Matrosskaja Tisjina. In de cel brandde de hele dag licht en 's nachts brandde een rode lamp. Ik probeerde die te bedekken met een krant, maar de majoor kwam meteen binnen en rukte die weg: het mag niet...

Op 7 februari 1994, werd hij ontslagen uit militaire dienst en kreeg hij een gepersonaliseerd 9 mm Makarov-pistool.
Op 23 februari 1994 verleende de Staatsdoema van de Federale Vergadering van de Russische Federatie hem amnestie. Daarna bleef hij deelnemen aan veteranenevenementen, en was aanwezig bij de eregasten bij de overwinningsparades. Hij sprak herhaaldelijk met herinneringen aan het Staatscomité van de Noodtoestand, waarin hij betoogde dat er op dat moment geen samenzwering was tegen de staatsmacht. Hij beweerde ook dat hij in tegenstelling tot zijn voormalige plaatsvervanger Valentin Varennikov niet afzag van amnestie, omdat hij anders zou zijn veroordeeld voor het beschadigen van het asfalt in de straten van Moskou met tanks.

## Strafvervolging in Litouwen
Op 19 december 1991 werd hij bij verstek schuldig bevonden op grond van art. 88, deel 2 van het Wetboek van Strafrecht van de Litouwse Socialistische Sovjetrepubliek: poging tot staatsgreep, wegens betrokkenheid bij de gebeurtenissen in Vilnius in januari 1991. In januari 2016 beschuldigde het openbaar ministerie van de Republiek Litouwen tijdens het proces in de "zaak van 13 januari" D.T. Jazov bij verstek van het creëren van een "georganiseerde groep van 160 militaire en politieke figuren met als doel Litouwen terug te sturen naar de USSR”. Jazov ontkende zelf de schuld van Sovjet soldaten bij de dood van mensen bij de Televisietoren van Vilnius. 
In november 2016 nam de Staatsdoema van Rusland een motie aan "Over het proces in de strafzaak over de gebeurtenissen van 13 januari 1991, overwogen door de districtsrechtbank van Vilnius van de Republiek Litouwen, een politiek proces in de ergste tradities van bestraffende gerechtigheid, die op geen enkele manier verband houdt met de bescherming van mensenrechten en vrijheden, in tegenspraak is met de normen van internationaal recht en een uitgesproken anti-Russisch karakter heeft”.
Op 27 maart 2019 veroordeelde de rechtbank van Vilnius de 95-jarige Dmitri Jazov bij verstek tot 10 jaar gevangenisstraf voor de gebeurtenissen van 13 januari 1991.
Rusland verwierp de beslissing van de rechtbank en de Onderzoekscommissie van de Russische Federatie opende een strafzaak tegen de rechters van de districtsrechtbank van Vilnius op grond van deel 2 van art. 305 van het Wetboek van Strafrecht van de Russische Federatie wegens "uitspraak van een bewust onrechtvaardig vonnis".

## Pensioen
Vanaf juli 1998 was hij militair hoofdadviseur bij het Hoofddirectoraat Internationale Militaire Samenwerking van het Ministerie van Defensie van de Russische Federatie en hoofdadviseur van de Militaire Academie van de Generale Staf. Na het herstel van de dienst van algemene inspecteurs van het Ministerie van Defensie van de Russische Federatie in 2008, werd hij de algemene inspecteur van het Bureau van Algemene Inspecteurs van het Ministerie van Defensie van de Russische Federatie en hoofd van de afdeling tot 2012. Van 2000 tot 2010 leidde hij de commissie ter nagedachtenis aan maarschalk van de Sovjet-Unie Georgi Zjoekov, vanaf 2010 was hij lid van het presidium van de commissie.
Hij was lid van de bestuursorganen van een aantal publieke organisaties waaronder het Forum "Publieke Erkenning", de Nationale Associatie van reserveofficieren van de strijdkrachten "Megapir". Hij was jarenlang adviseur van het hoofd van het Militair Herdenkingscentrum van de Strijdkrachten van de Russische Federatie. Hij woonde in een appartement aan de Aleksandr Nevski-straat, hem toegewezen door de burgemeester van Moskou, Joeri Loezjkov.

## Overlijden
Hij stierf 's ochtends in Moskou op 25 februari 2020 op 95-jarige leeftijd na een ernstige en langdurige ziekte. De Russische president Vladimir Poetin, de minister-generaal van Defensie van het leger Sergej Sjojgoe, president van Wit-Rusland Aleksandr Loekasjenko, evenals de leiding van de Communistische Partij van de Russische Federatie betuigden hun deelneming. Hij kreeg op 27 februari een begrafenis met militaire eer op de Federale Militaire Herdenkingsbegraafplaats te Mytisjtsji. Zijn kist werd bedekt met de Vlag van Rusland en op een affuit naar de begraafplaats gereden met een erewacht en hij werd begraven met saluutschoten. Op 24 april 2021 is op de begraafplaats een monument onthuld.
Vladimir Poetin sprak:

Maarschalk van de Sovjet-Unie Dmitri Timofejevitsj Jazov was een uitstekende militaire leider,
een prominente vertegenwoordiger van de legendarische generatie winnaars, een vrijwilliger, een frontsoldaat. Een man met uitzonderlijke moed en standvastigheid

## Familie
Hij ontmoette Jekaterina Fedorovna Zjoeravleva (26 november 1922 - 13 januari 1975) in maart 1943, ze trouwden in 1946 en kregen drie kinderen en zeven kleinkinderen. De oudste dochter Larisa (1947-1949), stierf toen ze twee jaar was en in kokend water viel. Zoon Igor (1950-1994) was kapitein op een onderzeeboot. Dochter Jelena (geboren 1953) is neuropatholoog en is getrouwd met de zoon Aleksandr van de maarschalk van de gepantserde strijdkrachten Oleg Losik. Een kleinzoon stierf toen hij 16 was in een auto-ongeluk. Hij scheidde en hertrouwde met Emma Jevgenjevna (4 september 1932 - 25 juni 2017). Beide echtgenotes liggen begraven op de Vostrjakovski-begraafplaats.

## Militaire graden
- Luitenant juli 1942
- Majoor 1953
- Kolonel 20 juni 1962
- Generaal-majoor 22 februari 1968
- Luitenant-generaal 15 december 1972
- Kolonel-generaal 28 oktober 1977
- Legergeneraal 2 juni 1984
- Maarschalk van de Sovjet-Unie 28 april 1990[39]

## Onderscheidingen

### Russische Federatie
- Orde van Verdienste voor het Vaderland 3e klasse 4 februari 2020 “Voor zijn grote bijdrage aan de ontwikkeling van de veteranenbeweging en actieve deelname aan de militair patriottische opvoeding van de jeugd”
- Orde van Verdienste voor het Vaderland 4e klasse 5 oktober 2009, nr. 2742[40]
- Alexander Nevski-orde 2014
- Orde van de Eer (Russische Federatie) nr. 12640 8 november 2004[41]

### Sovjet-Unie
- Tweemaal Leninorde 23 februari 1971 en 18 februari 1981
- Orde van de Oktoberrevolutie 20 februari 1991
- Orde van de Rode Banier 10 januari 1963
- Orde van de Vaderlandse Oorlog 1e klasse 3 november 1985
- Orde van de Rode Ster (Sovjet-Unie) 15 juni 1945 “voor heldendaden tijdens de Grote Patriottische Oorlog”
- Orde van Verdienste voor het Moederland in de Strijdkrachten van de Sovjet-Unie 3e klasse 30 april 1975
- Medaille voor de Gewapende Strijd 20 april 1953
- Orde van Zjoekov
- Jubileumsmedaille voor Militaire Dapperheid ingesteld ter herinnering aan de Honderdste Verjaardag van Vladimir Iljitsj Lenin
- Medaille voor uitstekende verdediging van de staatsgrens van de USSR
- Medaille voor de Verdediging van Leningrad
- Medaille voor de Overwinning over Duitsland in de Grote Patriottische Oorlog 1941-1945
- Medaille voor de 20e Verjaardag van de Overwinning in de Grote Patriottische Oorlog
- Medaille voor de 30e Verjaardag van de Overwinning in de Grote Patriottische Oorlog
- Medaille voor de 40e Verjaardag van de Overwinning in de Grote Patriottische Oorlog
- Medaille voor de 50e Verjaardag van de Overwinning in de Grote Patriottische Oorlog
- Medaille voor de 60e Verjaardag van de Overwinning in de Grote Patriottische Oorlog
- Medaille voor de 65e Verjaardag van de Overwinning in de Grote Patriottische Oorlog
- Medaille voor de 70e Verjaardag van de Overwinning in de Grote Patriottische Oorlog
- Medaille voor de 75e Verjaardag van de Overwinning in de Grote Patriottische Oorlog
- Medaille voor de 850e Verjaardag van Moskou
- Medaille voor de 300e Verjaardag van Sint-Petersburg
- Medaille Veteraan van de Strijdkrachten van de USSR
- Medaille voor Versterken van de Militaire Vriendschap
- Medaille voor het Ontginnen van Woeste Gronden
- Jubileummedaille 30 Jaar Sovjet Leger en Vloot
- Jubileummedaille 40 Jaar Strijdkrachten van de USSR
- Jubileummedaille 50 Jaar Strijdkrachten van de USSR
- Jubileummedaille 60 Jaar Strijdkrachten van de USSR
- Jubileummedaille 70 Jaar Strijdkrachten van de USSR
- Medaille voor de 250e Verjaardag van Leningrad
- Medaille voor uitmuntende dienst als militair 1e klasse
- Medaille voor uitmuntende dienst als militair 2e klasse

### Buitenlandse
- Orde "Vriendschap der Volkeren" (Afghanistan)
- Orde van de Rode Banier (Afghanistan)
- Orde van Che Guevara (Cuba)
- Scharnhorst-orde (Duitse Democratische Republiek)
- Orde van de Rode Vlag (Tsjecho-Slowakije)
- Orde van Verdienste (Syrië) 1e klasse
- Medaille "40e verjaardag van de overwinning in de Slag bij Halhin Gol (Mongolië)
- Medaille "50 jaar Mongoolse volksrevolutie" (Mongolië)
- Medaille voor 50 jaar Mongoolse Volksleger (Mongolië)
- Medaille "20 jaar onafhankelijkheid van de Republiek Kazachstan" Kazachstan 2012
- Medaille "10e verjaardag van het Sandinistische Volksleger" (Nicaragua) 2 september 1989
- Medaille "Overwinning en Vrijheid" (Polen)
- Medaille "Wapenbroederschap" (Polen) 4 juni 1976
- Medaille "Voor het versterken van de wapenbroederschap" (Bulgarije)
- Medaille voor 30 jaar overwinning op militaristisch Japan (Noord-Korea)

### Russisch-Orthodoxe Kerk
- Orde van de Heilige Rechtgelovige Groothertog Dmitri Donskoj II Art. Russisch-Orthodoxe Kerk 2005[42]

## Oordeel van tijdgenoten
Aleksandr Jakovlev vond Jazov: "Een middelmatige officier, geschikt om een divisie te leiden, maar niets hoger."
William Odom meende: "Gorbatsjov zocht alleen carrièrejagers die bevelen opvolgden, om het even welke bevelen."

## Nagedachtenis
- Op 2 februari 2022 noemde de gemeenteraad van Omsk een nieuwe straat naar hem.[44]
- Hij was Ereburger van de Oblast Omsk.
- Zijn geboortedorp Ljebjazjje werd te zijner ere hernoemd tot Jazovo.[45]
- In september 2017 werd te Omsk, op terrein van internaat nr. 9, een levensgrote buste onthuld.[46]

## Films
- Nikolaj Rjabkov in de documentaire "Morgen zal anders zijn" (2009),
- Feliks Antipov in de speelfilm “Jeltsin. Drie dagen in augustus" (2011).
- "Maarschalk Jazov. Ik schiet niet op de mijnen" Geregisseerd door Andrej Gretsjicha. Studio "Lex-Film", 2013
- “Dmitri Jazov. De laatste maarschalk van de Sovjet-Unie.”